# Harper Valley PTA
"Harper Valley PTA" er en country sang skrevet af Tom T. Hall, der blev et stort internationalt  singlehit for countrysangeren Jeannie C. Riley i 1968. Rileys indspilning er solgt i over seks millioner eksemplarer, Den førte til, at Riley blev den første kvinde til at ligge i toppen af både Billboard Hot 100 og den Amerikanske Hot Country hitliste , en bedrift, der først blev gentaget af Dolly Partons "9 to 5" i 1981.

## Historien
Sangen fortæller historien om Mrs. Johnson, en enke, som er mor til en teenage-pige. Sangeren er hendes datter, som medbringer et brev fra junior-high school Valley PTA, hvor ledelsen begræder Mrs. Johnsons angiveligt skandaløse opførsel, som anses for at være en hån mod deres lille bys moralske standarder. Som svar deltager  Mrs. Johnson i et PTA møde - iført et miniskirt - til chok og overraskelse for mange af PTA-medlemmerne og de øvrige tilstedeværende i  skolens  auditorium. Mrs. Johnson svarer med at fremhæve forskellige episoder af dårlig opførsel og indiskretion fra medlemmerne af PTA, afsluttende med, "I er alle i Harper Valley hyklere!"

## Anerkendelse
Både Riley og sangen blev berømte på meget kort tid, og hun vandt Grammy for Bedste vokale Country-præstation af en kvinde og Country Music Associations pris for 'Single of the Year'.  Riley blev også en af de få country-kunstere der er blevet nomineret i de store kategorier inden for pop-Grammy Award; "BedsteNye Kunstner" og "Årets Album". Sangen solgte over 5,5 mio. eksemplarer og blev certificeret guld af RIAA blot fire uger efter udgivelsen. Albummet af samme navn solgte over 1 mio. eksemplarer og blev ligeledes certificeret guld.

"Harper Valley PTA" var anledning til, at Riley som den første kvindelige countrymusiker nogensinde i 1969 fik sin egen specialudsendelse kaldet Harper Valley U.S.A., som hun var vært på sammen med Jerry Reed, der bl.a havde optrædener af Mel Tillis og sangskriveren Tom T. Hall.
Der blev lavet både en film fra 1978 og en tv-serie i 1981-83, der begge hed Harper Valley PTA og i begge havde Barbara Eden i rollen som Mrs. Johnson.